# كأس الاتحاد 1987
كأس الاتحاد 1987 (بالإنجليزية: 1987 Federation Cup)‏ هو الموسم 25 من  كأس فيد. أقيم خلال الفترة 26 يوليو 1987 وحتى 2 أغسطس 1987، وفاز فيه منتخب ألمانيا لكأس فيد.